# Karl-Heinz Hansen
Karl-Heinz Hansen (* 17. Mai 1927 in Linderhofe; † 22. Juli 2014 in Bremen) war ein deutscher Politiker. Er war von 1969 bis 1983 Mitglied des Deutschen Bundestages. Bis 1981, als er aufgrund seiner Kritik an der Regierungspolitik aus der SPD ausgeschlossen wurde, gehörte er der SPD-Bundestagsfraktion an.

## Leben und Beruf
Hansen, der evangelischen Glaubens war, wurde 1943 als 16-Jähriger zum Dienst als Luftwaffenhelfer eingezogen. Später musste er in der Wehrmacht dienen und geriet in Kriegsgefangenschaft, aus der er erst 1948 zurückkehrte. Nach einem Studium arbeitete er seit 1959 als Gymnasiallehrer, zuletzt war er Studiendirektor.

## Politik
Hansen, der 1961 der SPD beigetreten war, wurde 1969 erstmals (als Düsseldorfer Direktkandidat) in den Bundestag gewählt. Er war einer der wenigen Abgeordneten im Bundestag, die sich für die Freigabe der in deutschen Archiven liegenden Akten zu NS-Verbrechen, gegen Radikalenerlass oder den NATO-Doppelbeschluss engagierten und auch bei Abstimmungen entsprechend stimmten. Im Bundestag war er von 1972 bis 1976 stellvertretender Vorsitzender des Petitionsausschusses. Von 1970 bis 1980 war er stellvertretender Vorsitzender des SPD-Unterbezirks Düsseldorf.
Nach einer Veranstaltung der Düsseldorfer Jungsozialisten im Mai 1981, bei der Hansen der SPD-geführten Bundesregierung in der „Verteidigungspolitik eine Art Geheimdiplomatie gegen das eigene Volk“ nachsagte, entzog ihm der SPD-Bezirksvorstand Niederrhein seine Parteiämter und leitete ein Parteiordnungsverfahren gegen ihn ein. Am 20. Juli 1981 beschloss eine Schiedskommission des SPD-Bezirks Niederrhein, Hansen aus der SPD auszuschließen, womit seine Parteikarriere beendet wurde.
Zusammen mit dem Bundestagsabgeordneten Manfred Coppik, der die SPD in Solidarität mit Hansen verließ, gründete er 1982 die Demokratischen Sozialisten (DS) – eine neue linke Partei. Im Juni 1982 störten beide als Abgeordnete die Rede des damaligen US-Präsidenten Ronald Reagan vor dem Deutschen Bundestag.
Wenig später, 1984, engagierte sich Hansen in der Friedensliste, die jedoch politisch weitgehend erfolglos blieb. 1987 trat er aus den DS wieder aus. 1994 engagierte er sich erneut politisch, diesmal für die PDS.
Zu seinem 70. Geburtstag wollte ihn 1997 der Ortsverein Düsseldorf-Oberbilk 16 Jahre nach seinem Rauswurf wieder in die SPD aufnehmen. In einem SPIEGEL-Interview sagte Hansen seinerzeit, er habe das Angebot angenommen: „Mein Chefankläger Hans Otto Bäumer, der damalige Vorsitzende des Bezirks Niederrhein, und mein ‚Verteidiger‘ aus dem Unterbezirk Düsseldorf, der bis zuletzt gegen meinen Ausschluss war, haben mich angeworben. Das heißt, ich gebe der Partei die Ehre auch auf die Gefahr hin, dass sie wieder Krach mit mir anfängt.“ Später dementierte er allerdings vehement, damals wieder in die SPD eingetreten zu sein. Vor der Bundestagswahl 2005 sprach sich Hansen in einem Aufruf für ein Zusammengehen von WASG und PDS aus.
2014 erschienen posthum seine Lebenserinnerungen „Es ist nicht alles schlecht, was scheitert.“ Ein politischer Lebenslauf.

## Schriften
- Fortschritt. In: Ossietzky. 18/2003.
- Rassenkampf. In: Ossietzky. 3/2004.
- Wem die geheimen Dienste dienen. In: Ossietzky. 1/2006.
- „Es ist nicht alles schlecht, was scheitert“. Ein politischer Lebenslauf, konkret texte 62, Hamburg 2014, ISBN 978-3-930786-70-1.
- Demagogie als Methode – Die Strategie der Unionsparteien, PDI-konkret 5, München/Hamburg Juni 1976.